# Paulia myriocarpa
Paulia myriocarpa är en lavart som först beskrevs av Alexander Zahlbruckner, och fick sitt nu gällande namn av Henssen. Paulia myriocarpa ingår i släktet Paulia och familjen Lichinaceae.   Inga underarter finns listade i Catalogue of Life.